# Atomosia maestrae
Atomosia maestrae är en tvåvingeart som beskrevs av Stanley Willard Bromley 1929. Atomosia maestrae ingår i släktet Atomosia och familjen rovflugor.
Artens utbredningsområde är Kuba. Inga underarter finns listade i Catalogue of Life.